# Paisaje después de la batalla
Paisaje después de la batalla (título original: Krajobraz po bitwie) es una película dramática polaca de 1970 dirigida por Andrzej Wajda y protagonizada por Daniel Olbrychski; contando la historia de un sobreviviente del campo de concentración nazi alemán poco después de la liberación, que residía en un campo de desplazados en algún lugar de Alemania. Se basa en los escritos del sobreviviente del Holocausto y autor polaco Tadeusz Borowski. En su mayor parte, la trama gira en torno a los eventos descritos en el cuento de Borowski llamado "Bitwa pod Grunwaldem" ("La batalla de Grunwald")  de su colección This Way for the Gas, Ladies and Gentlemen. La película entró en el Festival Internacional de Cine de Cannes de 1970.

## Reparto
- Daniel Olbrychski - Tadeusz
- Stanisława Celińska - Nina
- Aleksander Bardini - Profesor
- Tadeusz Janczar - Karol
- Zygmunt Malanowicz - Sacerdote
- Piso Mieczysław - Alférez
- Leszek Drogosz - Tolek
- Stefan Friedmann - Gitano
- Jerzy Oblamski - Prisionero
- Jerzy Zelnik - Comandante estadounidense
- Małgorzata Braunek - Chica alemana
- Anna German - Mujer americana
- Agnieszka Perepeczko - La amiga de Nina
- Alina Szpak - Mujer alemana
- Józef Pieracki - Cocinero

## Recepción
Paisaje después de la batalla recibió en general reseñas positivas de parte de la audiencia. En el sitio web especializado Rotten Tomatoes, la película posee una aprobación de la audiencia de 80%, basada en más de 250 votos, con una calificación de 3.9/5.
En el sitio IMDb los usuarios le asignaron una calificación de 7.0/10, sobre la base de 869 votos, mientras que en la página web FilmAffinity la cinta tiene una calificación de 6.5/10, basada en 145 votos.